# Giffard (Unternehmen)
Giffard ist ein 1885 von Émile Giffard gegründetes französisches Unternehmen, das Likör- und Sirup-Produkte herstellt. Hauptsitz des Unternehmens ist Avrillé.

## Geschichte

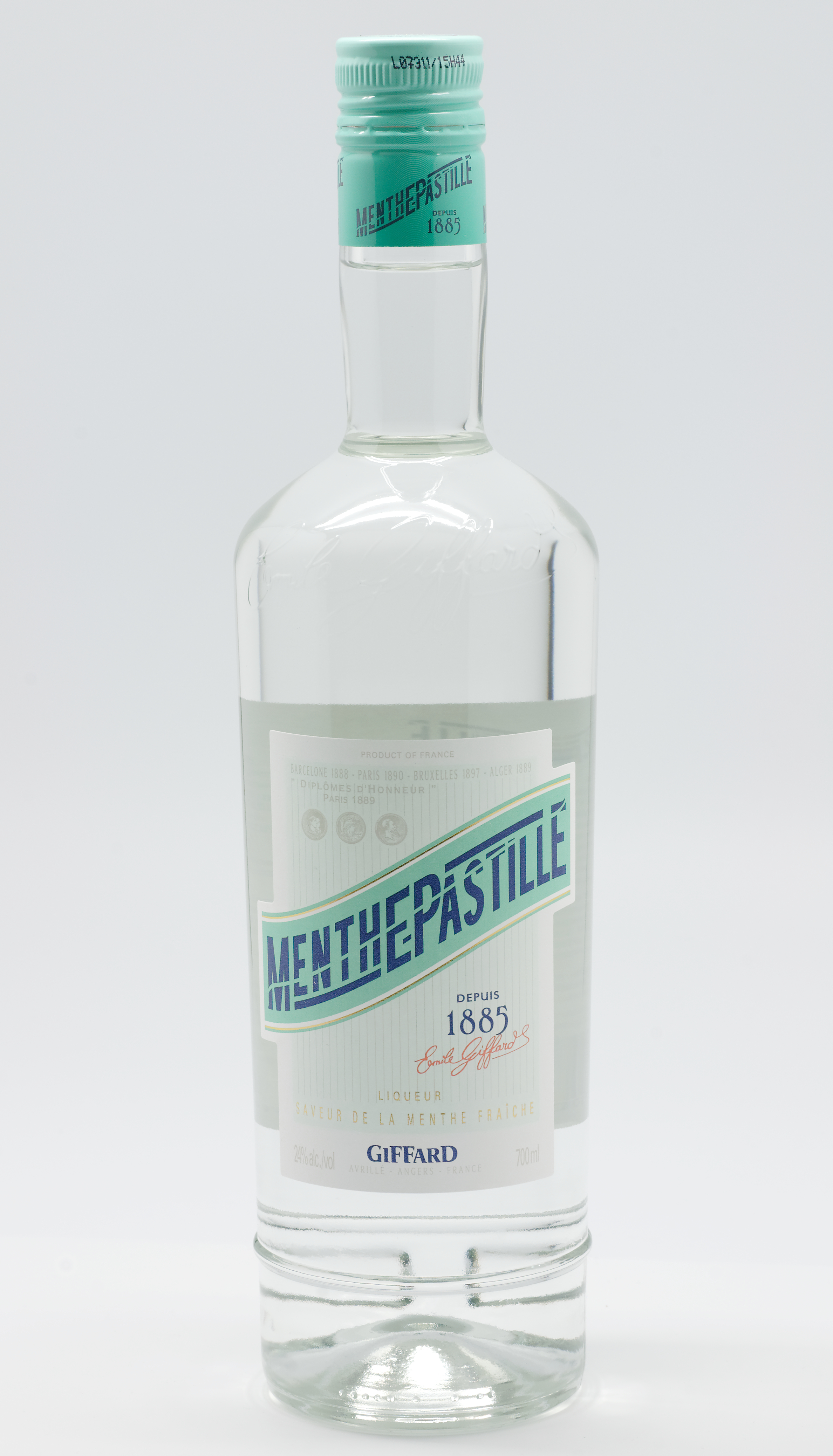
Menthe-Pastille

Der französische Apotheker Émile Giffard forschte Mitte der 1880er Jahre zur belebenden und verdauungsfördernden Wirkung der Minze und beschloss, daraus einen Likör herzustellen. Der ab 1885 angebotene Likör verkaufte sich so gut, so dass Giffard seine Apotheke in eine Brennerei umwandelte und den Likör unter dem Namen Menthe-Pastille im Handel anbot.
Im April 2010 erwarb Giffard den seit 1872 tätigen Likörhersteller Bigallet.
Das sich immer noch im Familienbesitz befindliche Unternehmen produziert neben dem klassischen Menthe Pastille und 30 anderen Likör-Spezialitäten über 60 verschiedene Sirupe, 15 Crèmes de fruits sowie weitere Spirituosen.